# أوسكار يوهانسون
أوسكار يوهانسون (بالسويدية: Oskar Johansson)‏ (27 ديسمبر 1990 السويد السويد - ) هو لاعب كرة قدم سويدي يلعب كمدافع.

## روابط خارجية
- أوسكار يوهانسون على موقع اتحاد السويد (السويدية)
- أوسكار يوهانسون على موقع قاعدة بيانات كرة القدم.إي يو (الإنجليزية)